# Yves Contassot
Yves Contassot, né le 26 avril 1950 à Saint-Mandé, est un homme politique français.
Membre du parti Génération.s, il est conseiller de Paris depuis 2001, après avoir été adjoint au maire du 3e arrondissement de Paris,.

## Biographie

### Enfance et formation
Fils d'un gendarme et d'une femme au foyer, Yves Contassot habite dans plusieurs villes de la banlieue parisienne avant de s'installer à Paris.
Titulaire d'un baccalauréat scientifique, Yves Contassot rejoint l'université Paris-VIII, à l'époque installée à Vincennes, où il obtient une licence de sciences de l'éducation.

### Carrière professionnelle
En 1969, Yves Contassot entre à la Banque de France. Il devient responsable du marketing en 1989, en 2001 chargé de mission auprès du secrétaire général et depuis janvier 2010 Chef du Service du développement durable,. Parallèlement, il mène une activité syndicale active au sein de la Fédération des banques et sociétés financières de la CFDT, dont il est le permanent syndical à la Banque de France pendant quatre ans de 1978 à 1982,.

### Carrière politique

#### 1993-2001: de l'adhésion aux Verts au poste d'adjoint au maire de Paris
Yves Contassot adhère au parti écologiste Les Verts en 1993. Il s'oppose à l'époque à la ligne défendue par Antoine Waechter. Il y rejoint le courant des « Verts Pluriel » qui la même année, à l'Assemblée générale de Lille, impulse le regroupement autour d'une motion qui autorise les Verts à passer des alliances électorales avec la gauche et met la ligne défendue par Antoine Waechter en minorité.[réf. souhaitée]
Tête de liste des Verts dans le 3e arrondissement de Paris lors des élections municipales françaises de 1995, il recueille 9 % des suffrages et devient adjoint au maire du 3e arrondissement chargé du logement, de l'urbanisme, de l'environnement et des espaces verts.
Le 21 décembre 1995, avec un militant socialiste, Pierre Montacié, il remet à la justice des fichiers informatiques recensant de « faux » électeurs, relançant l'affaire des faux électeurs du 3e arrondissement, qui débouche sur la condamnation de la plupart des élus du 3e arrondissement de l'époque des faits (1988).[réf. nécessaire]

#### 2001 - 2008: adjoint au maire de Paris chargé de l'environnement
Lors des élections municipales françaises de 2001, Yves Contassot est tête de liste des Verts à Paris : le parti écologiste recueille 12,3 % des suffrages, soit 8,5 points de plus qu'en 1995. Il devient alors adjoint au maire de Paris, Bertrand Delanoë, chargé de l'environnement, de la propreté, des espaces verts et du traitement des déchets, jusqu'en 2008.
Dès 2003; il promeut Autolib', un service public d'autopartage de voitures électriques en libre-service disponible dans l'agglomération parisienne qui sera lancé en 2011. Néanmoins dès 2012, il pointe un possible « fiasco financier ».
Dans le cadre de sa délégation, Yves Contassot a impulsé la politique des jardins et de la protection de l'environnement à Paris : création de trente hectares d'espaces verts, création des jardins partagés (programme Main Verte), généralisation de la collecte sélective des déchets…[réf. souhaitée] La ville a aussi lancé un plan de lutte contre le réchauffement climatique (plan climat) ainsi qu'un Agenda 21 local, programme d'actions qui vise à faire converger les objectifs sociaux, économiques et environnementaux[réf. souhaitée].
À la suite du renversement de majorité des Verts à l'Assemblée générale de Nantes de 2002, il devient porte-parole national des Verts de janvier 2003 à janvier 2005. Candidat à sa reconduction dans cette fonction il devra y renoncer, battu au sein de sa sensibilité par Gilles Lemaire par 70 % des voix contre 30 %.
Sa candidature à l'investiture des Verts pour l'élection présidentielle française de 2007 n'est pas retenue par son courant qui lui préfère celle de Cécile Duflot (60 % des voix contre 40 %). Pendant l'Assemblée générale de 2006, il signe la motion « Écologie populaire » qui souhaite la candidature de José Bové et un accord électoral avec le PS non lié à un accord programmatique.
En 2007, l'Assemblée générale des militants de Paris refuse son investiture dans la 16e circonscription,. Il est finalement investi dans la seizième circonscription de Paris, où il obtient 3,10 % des voix.

#### 2008: après la perte de son mandat d'adjoint au maire de Paris
Lors des élections municipales françaises de 2008, Yves Contassot est investi comme tête de liste dans le 13e arrondissement de Paris. Il est réélu conseiller de Paris le 16 mars 2008.
Le 21 avril 2008 le conseil de Paris le désigne comme administrateur de la Société d'économie mixte de la Ville de Paris chargée de la construction et de la gestion des parkings, puis le conseil d'administration de la SAEMES l'élit à la présidence pour six ans le 13 mai, où il succède à Denis Baupin.
En juin 2008, il fait partie des premiers signataires de l'appel du journal Politis appelant à créer en France une force comparable à Die Linke en Allemagne qui conjugue urgence sociale, urgence écologique et urgence démocratique.
En juin 2013, il est désigné par les militant-es d'Europe Écologie Les Verts comme co-tête de liste pour l'élection municipale de 2014 dans le 13e arrondissement de Paris, aux côtés de Marie Atallah.
À l'issue de l'élection municipale de mars 2014, il est de nouveau réélu conseiller de Paris et nommé président de l'APC qu'il a proposé de créer en 2007 lors de l'adoption du premier plan climat de Paris. 
Il siège également au sein de la métropole du Grand Paris où il préside le groupe écologistes et citoyens.
Il a intégré le mouvement Génération.s au niveau de la coordination politique nationale provisoire au sein de laquelle il est responsable du pôle "Avenir soutenable"
Depuis le 18 mai 2023, il est également Président de l'association Grand Paris Climat, qui rassemble les 8 Agences locales de l’Énergie et du Climat et Espaces Conseil France Rénov' de la Métropole du Grand Paris. 